# منچینکا
منچینکا (به لاتین: Męcinka) یک روستا در لهستان است که در گمینا منچینکا واقع شده‌است.